# バルティ人
バルティ人（Balti people）は、パキスタンのギルギット・バルティスタン州の領土に居住する、ダルド族と混血したチベット系民族のグループである。インドのラダック（主にカルギル地区。レー地区にも居住。）大カシミール地域の外では、パキスタン中に散在しており、その大部分はラホール、カラチ、イスラマバード、ラワルピンディなどの主要な都市中心部に住んでいる。

## 遺伝子
バルティ人で最も頻繁に見られるmtDNAハプログループは、隣接するチベット人集団のものと同じだが、バルティ人の男性で最も頻繁に見られるY染色体ハプログループは、イスラム教の導入により西からバルティスタンに入ったようである。バルティ語は最も保守的なチベット諸語の1つであるが、バルティ人の言語は、Y染色体ではなくmtDNAに対応しており、母系で言語が継承された顕著な例である。